# Remete Szent Pál
Remete Szent Pál, Thébai Szent Pál vagy Anakhoréta Szent Pál (ógörögül: Παῦλος ὁ Θηβαῖος Paulosz ho Thébaiosz, latinul: Paulus Eremita, koptul Ⲁⲃⲃⲁ Ⲡⲁⲩⲗⲉ), (227/228 – 341. január 15.) az első ismert nevű keresztény remete, a sivatagi atyák egyike. A 13. századi, egyetlen magyar alapítású szerzetesrend, a Pálos rend névadója, akit a pálosok szellemi ősként, példaképként tisztelnek.

## Élete
Gazdag egyiptomi szülők gyermekeként született, de 16 évesen elvesztette szüleit. Húgát férjhez adták, ami után sógora a vagyonára és az életére tört. 249-ben fellángolt a Decius-féle keresztényüldözés, és sógora feljelentésétől félve Pál a pusztába menekült. Alsó-Théba pusztaságában egy rejtett bejáratú barlangra talált, és ott húzta meg magát. A barlang közelében datolyapálmák nőttek, és egy tiszta vizű forrás fakadt. Ruhát a pálmafák leveleiből készített magának. Pál körül kialakult egy ókeresztény közösség. Jóval később hatalmas monostort építettek az egyiptomi pusztaságban ott, ahol a hagyomány szerint Remete Szent Pál élt.
A legenda szerint Remete Szent Antal egyszer meglátogatta, mert égi szózatot hallott, amely figyelmeztette: nem ő a legidősebb, legszentebb remete, hanem Pál. A 90 éves Antal több napos vándorlás után találta meg Pál barlangját. Közösen dicsőítették Istent, elmélkedtek, beszélgettek, és eközben megérkezett a holló, aki most nem egy fél, hanem egész cipót hozott. Hálát adtak Istennek, hogy így gondoskodik szolgáiról.
„Ottan azért, mint egymást láták, egymást megölelék és apolhaták (megcsókolgaták- régi apol ige jelentése: csókol) nagy isteni szent szeretettel. És mikoron Úr Istennek hálát attanak vóna, leülének, és monda Szent Pál Szent Antalnak: »Íme, kit nagy fáraccsággal kerestél, ez megrotadandó testnek vénségét, az te vénséged el temeti. Íme, látod ez embert, ki hamar porrá lészen.« És mikoron ott édesdeden beszéllelének, azonkezben jeve egy holló hozzájok, és egy egész cipót hoza őnekik, és el méne. Ez kedég vala Istennek angyala. És monda Szent Pál: »Íme, én szerelmes atyámfia, az Úr Isten ebédet kildett minekünk. Íme, mely kegyes és irgalmas az Úr Isten: immáran hatvan esztendei vagyon, mi últa mindenkoron fél-fél cipót érdemlettem. De, íme, az te jeveteledre megketteztette Úr Isten az eledelt.« Azért hálát adván Úr Istennek azon leülének az kút vizének felette, és veteködés lén közötök, ki szegné meg az kinyeret. Szent Pál kényszeríti vala Szent Antalt, mondván: mert Úr Isten ő érette tette vóna az csodát. Szent Antal kedég viszon ellen, mert miért nagyobb és vénebb vóna, őneki kellene megszegni. Mikoron mind kettőnek kezébe vóna az cipó, ottan hason ketté valék, és kinek mind egy rész juta benne.” Érdy-kódex
Az átimádkozott éjszaka után Pál kérte Antalt, hozza el Alexandriai Szent Atanáz püspök köpenyét. Antal sietve útra kelt, de amikor visszafelé tartott, érezte, hogy Pál meghalt. A legenda szerint látta Pál lelkét, amint angyalok, próféták és szentek kísérik a mennybe.
Sietve tette meg a hátralévő utat. Pált térdelve, ég felé emelt karokkal, holtan találta. Beburkolta testét a Szent Atanáztól kapott köpenybe, Pál pálmalevélből készített ruháját pedig megtartotta (ettől kezdve a legnagyobb ünnepeken mindig azt hordta), majd a szent testét eltemette abba a mélyedésbe, amit két, váratlanul megjelenő oroszlán kapart ki.
Pál 341-ben halt meg. Később az első szerzetesek, kegyelettel zarándokoltak el a minden remeték fejedelmének és mesterének tartott Pál barlangjához és egyben a sírjához is, hogy ott tegyenek engedelmességi fogadalmat. Ezzel megőrizték annak helyét. A sivatagban Pál teste gyorsan mumifikálódott. Életszentségének híre gyorsan terjedt, és 494-ben I. Geláz pápa szentté avatta. Remete Szent Pál romlatlan állapotban talált tetemét 1169-ben Konstantinápolyba szállították.

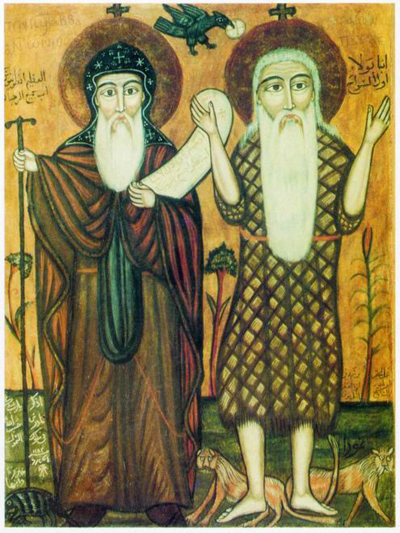
Remete Szent Antal és Remete Szent Pál – Kopt ikon
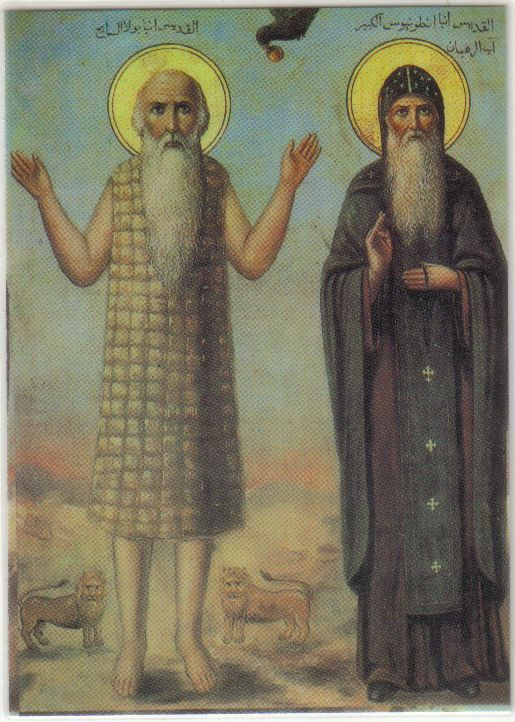
Remete Szent Pál és Remete Szent Antal – Kopt ikon
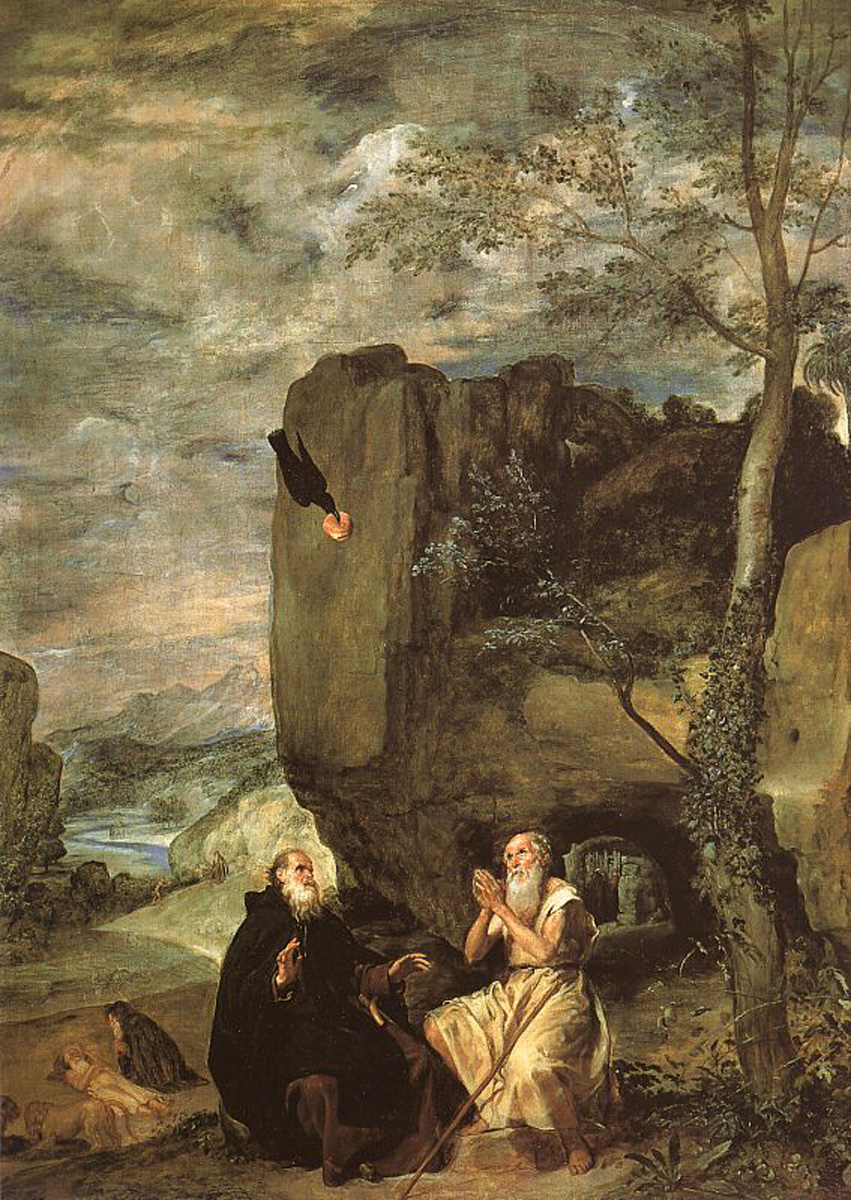
Diego Velázquez: Remete Szent Antal és Remete Szent Pál
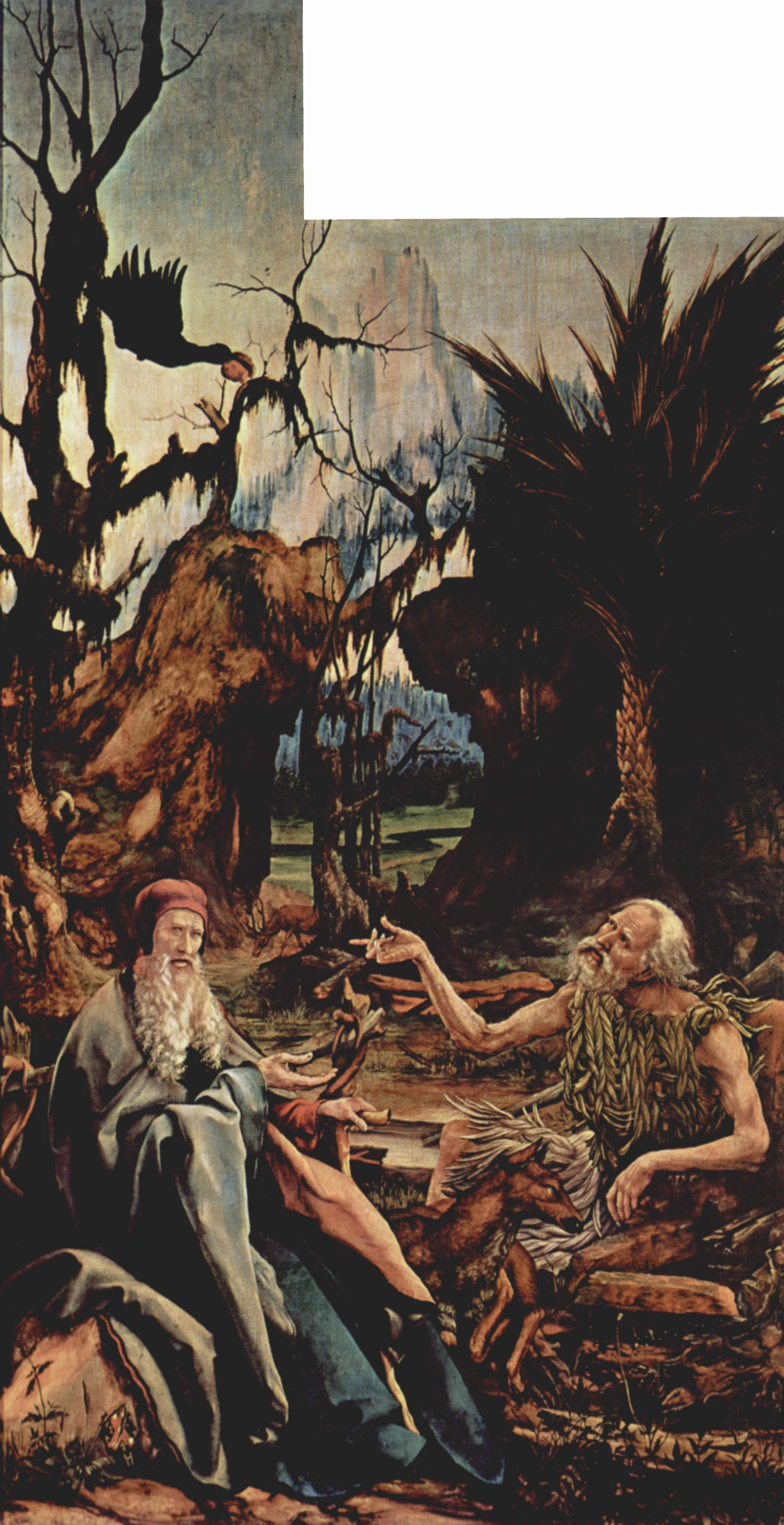
Matthias Grünewald: Remete Szent Antal és Remete Szent Pál
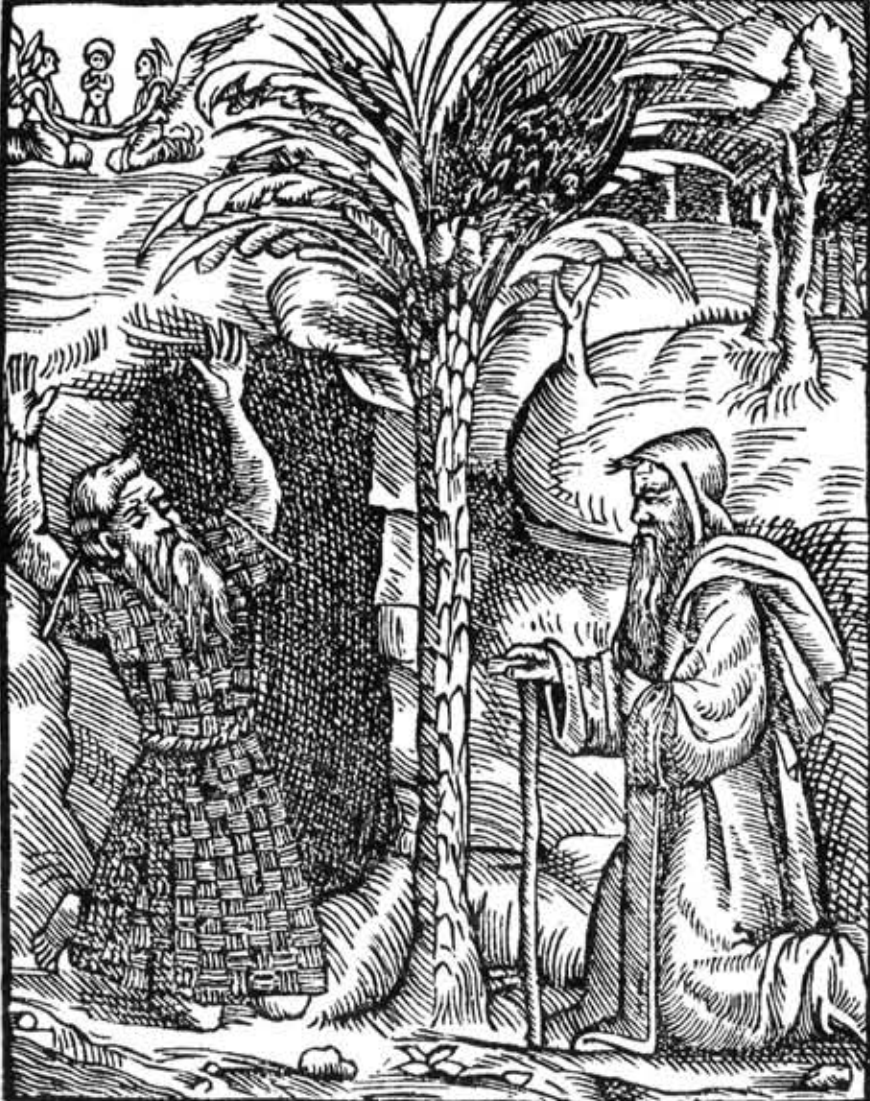
Remete Szent Antal látogatása Remete Szent Pálnál. A pálos szerzetesek által írt Breviarium ordinis fratrum eremitarum Sancti Pauli primi eremite. Velence, 1540. címlapja
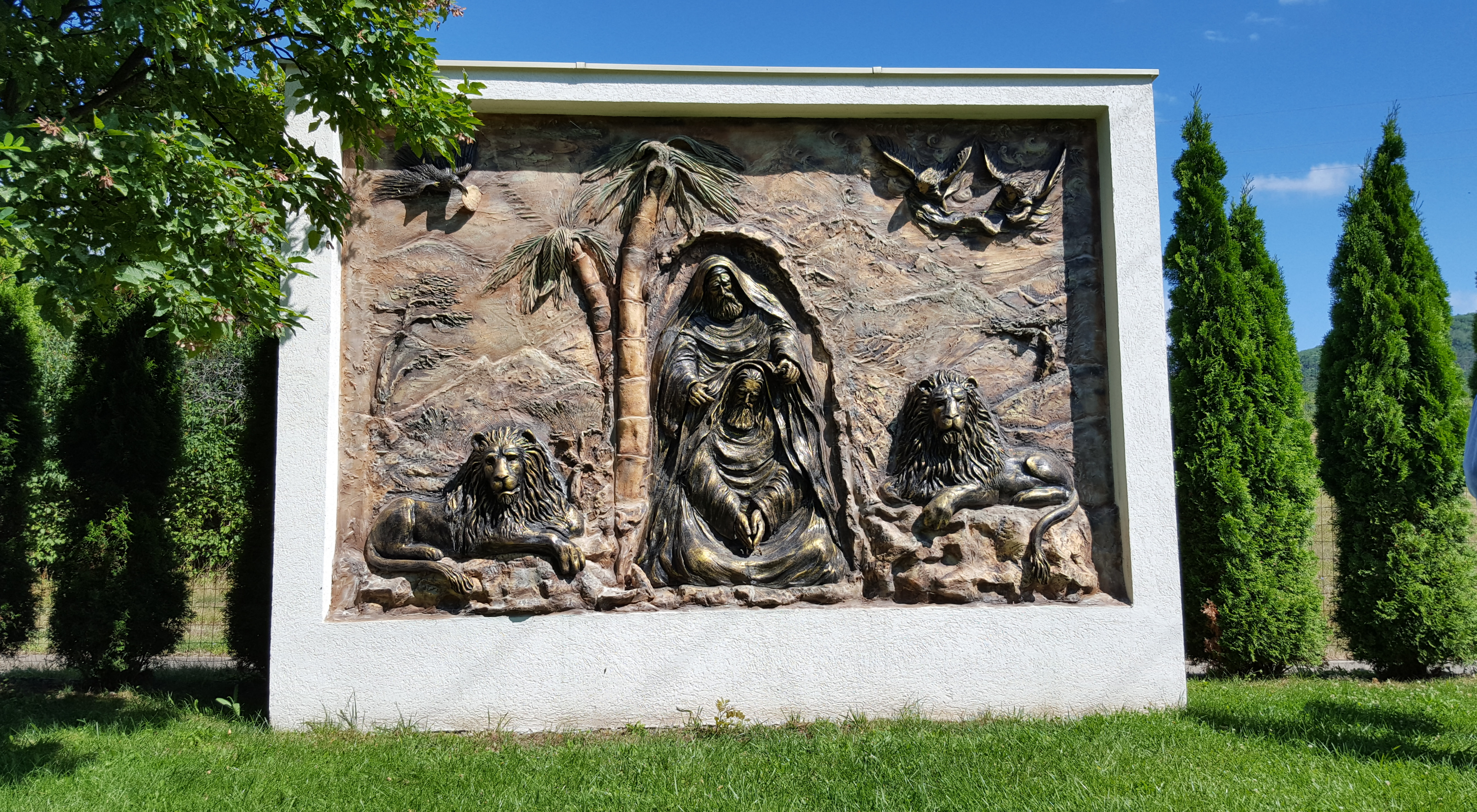
Remete Szent Pál dombormű Abasáron, Varga Gábor alkotása